# Christoffer Katenda
Christoffer Katenda, född 5 juli 1992, är en svensk fotbollsspelare som spelar för Rågsveds IF. Han har tidigare spelat för bland annat Östers IF, Akropolis IF och IF Limhamn Bunkeflo.

## Karriär
I augusti 2018 gick Katenda till Karlslunds IF. I februari 2019 värvades han av IFK Haninge. I augusti 2021 lämnade Katenda klubben, och gick till division 3-klubben Rågsveds IF.